# Viola Dana
Viola Dana (26 de junio de 1897 - 3 de julio de 1987) fue una actriz cinematográfica estadounidense que destacó principalmente en la época del cine mudo.

## Biografía
Su verdadero nombre era Virginia Flugrath, y nació en Brooklyn, Nueva York. Dana fue una niña actriz, apareciendo en escena con tan solo tres años de edad. Era lectora de Shakespeare y se encontraba particularmente identificada con la adolescente Julieta. 
Con 16 años participó en la producción de David Belasco Poor Little Rich Girl 16. Posteriormente actuó en el vodevil junto a Dustin Farnum en The Little Rebel, además de hacer un pequeño papel en The Model, de Augustus Thomas.
Dana se inició en el cine en 1910. Su primera película se rodó en Manhattan, convirtiéndose en una estrella de los Estudios Edison. Allí se enamoró de John Hancock Collins, director de la plantilla del estudio, con el cual se casó en 1915. El éxito de Dana en películas de Collins como Children of Eve (1915) y The Cossack Whip (1916) hizo que el productor B. A. Rolfe ofreciera a la pareja unos lucrativos contratos con su compañía, Rolfe Photoplays, la cual estrenaba con el sello de Metro Pictures. Dana y Collins aceptaron la oferta de Rolfe en 1916, rodando varias películas de importancia, destacando entre ellas The Girl Without A Soul y Blue Jeans (ambas de 1917).  Rolfe cerró su estudio neoyorquino ante la epidemia de gripe de 1918, mandando a la mayor parte de su personal a California. Dana dejó Nueva York antes que Collins, que debía finalizar trabajo en el estudio. Sin embargo, Collins contrajo la gripe, que se complicó con una neumonía y que le produjo la muerte el 23 de octubre de 1918.     
Viola Dana continuó actuando para Metro Pictures en California y en 1920 inició una relación sentimental con Ormer Locklear, aviador y antiguo militar. Locklear falleció al estrellarse su avión el 2 de agosto de 1920, durante una filmación nocturna. Dana fue testigo del accidente y a consecuencia de ello, estuvo 25 años sin volar. 
Dana siguió actuando en la década de 1920, pero su popularidad declinaba. Uno de sus últimos papeles de importancia llegó con el primer film de Frank Capra para Columbia Pictures, That Certain Thing (1928). Ella se retiró del cine en 1929. Sus últimos trabajos fueron para las producciones Two Sisters (1929), One Splendid Hour (1929), y El show de los shows (1929, con su hermana Shirley Mason). A lo largo de su carrera trabajó en un total de más de 100 películas. Más de cincuenta años tras retirarse, Dana apareció en el documental Hollywood (1980) hablando sobre su carrera como estrella del cine mudo. 
Dana se casó por última vez en 1930, con el jugador de golf Jimmy Thomson, en un matrimonio que acabó en divorcio en 1945.
Viola Dana falleció en 1987 en Woodland Hills (Los Ángeles), California, a causa de un fallo cardiaco. Tenía 90 años de edad. Fue enterrada en el Cementerio Hollywood Forever de Hollywood. 
Dana recibió una estrella en el Paseo de la Fama de Hollywood por su contribución al cine, en el 6541 de Hollywood Boulevard.

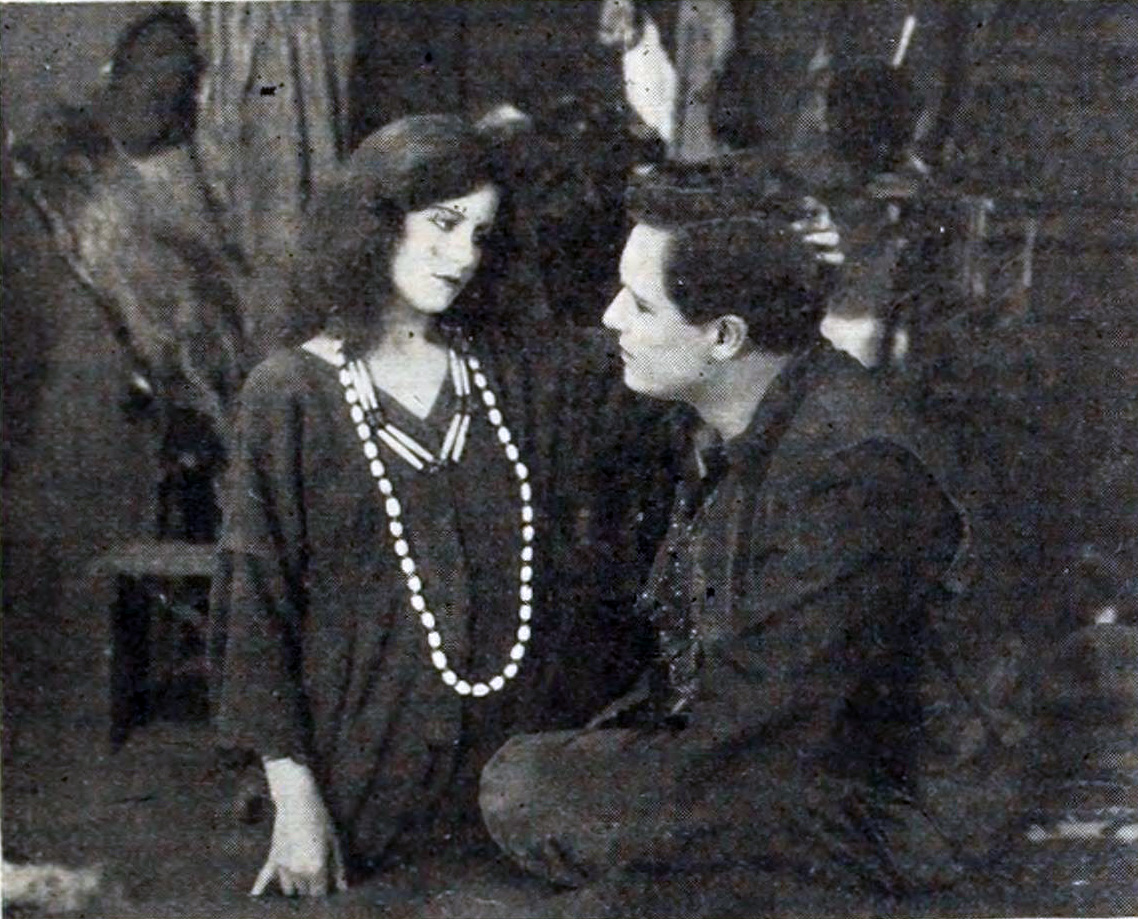
The Flower of No Man's Land (1916)
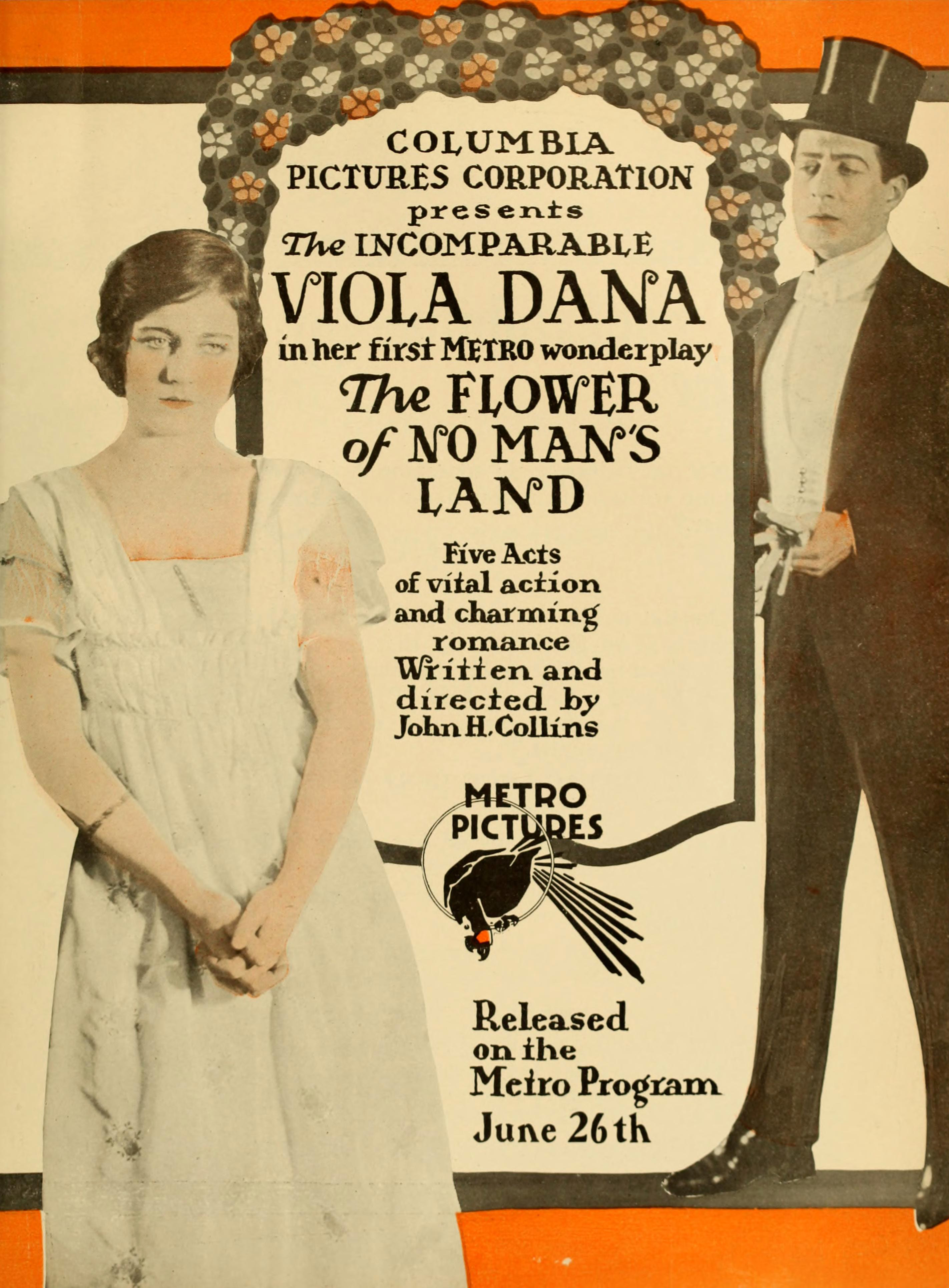
The Flower of No Man's Land (1916)
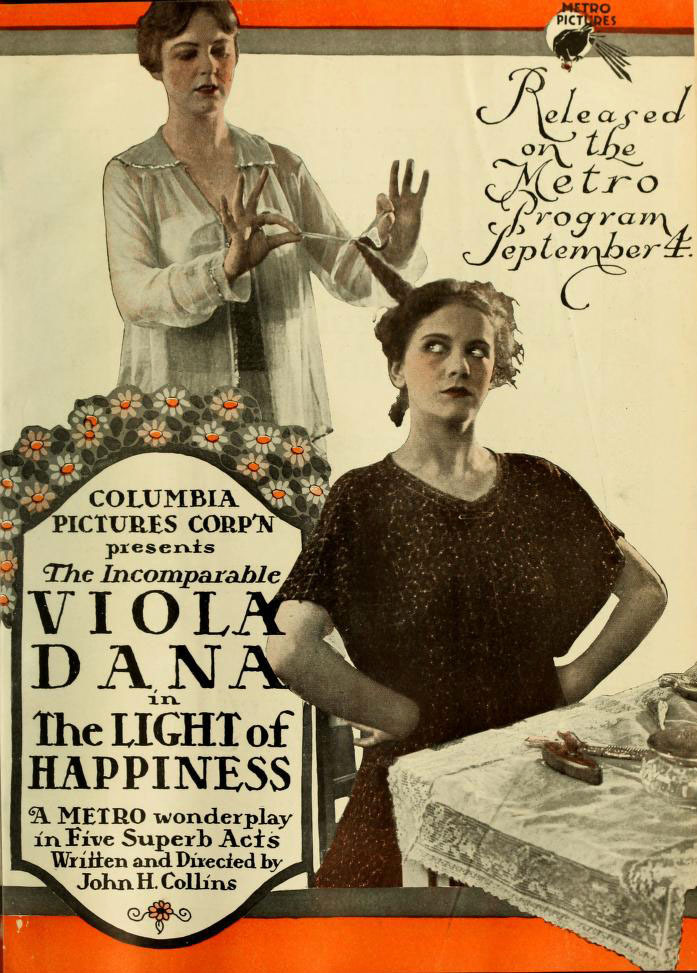
The Light of Happiness (1916)
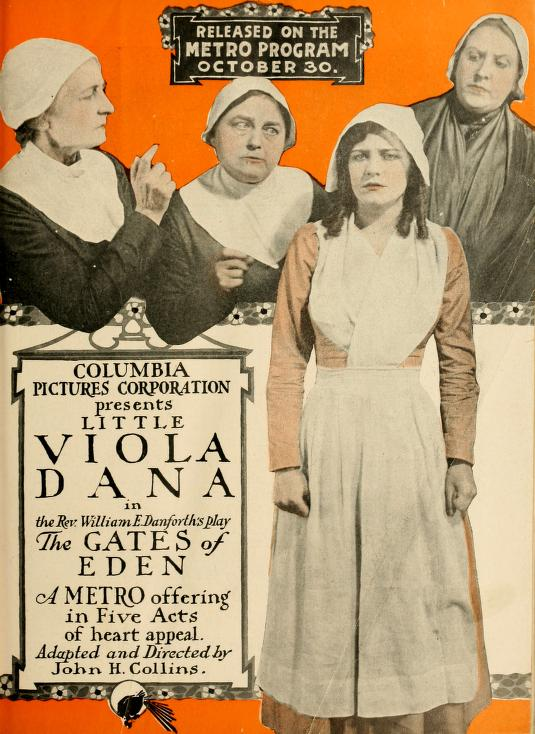
The Gates of Eden (1916)
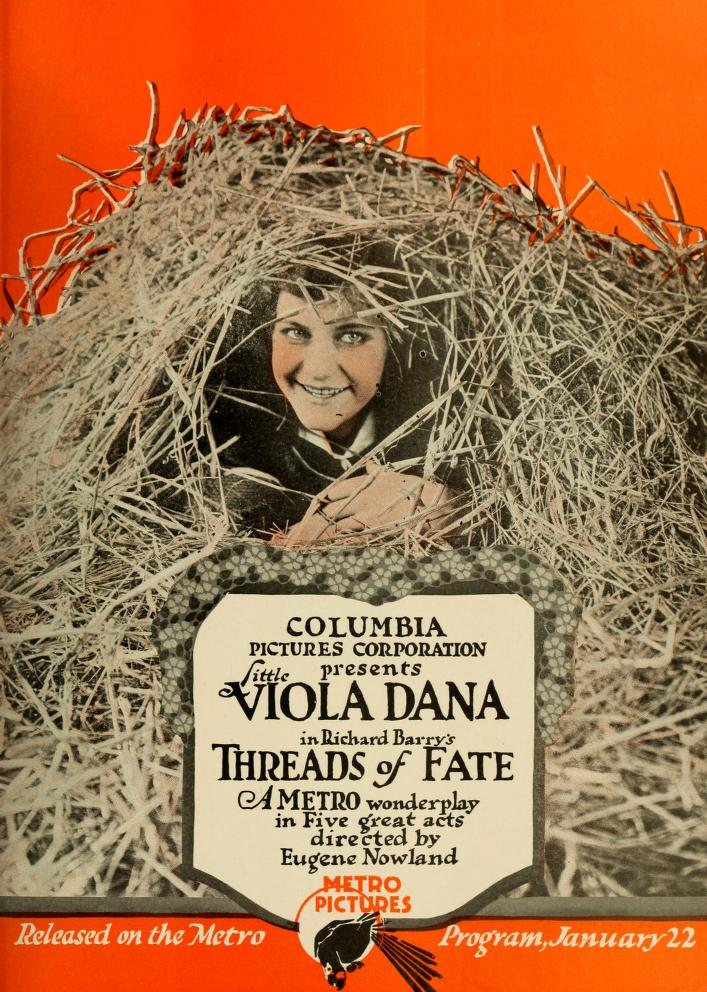
Threads of Fate (1917)
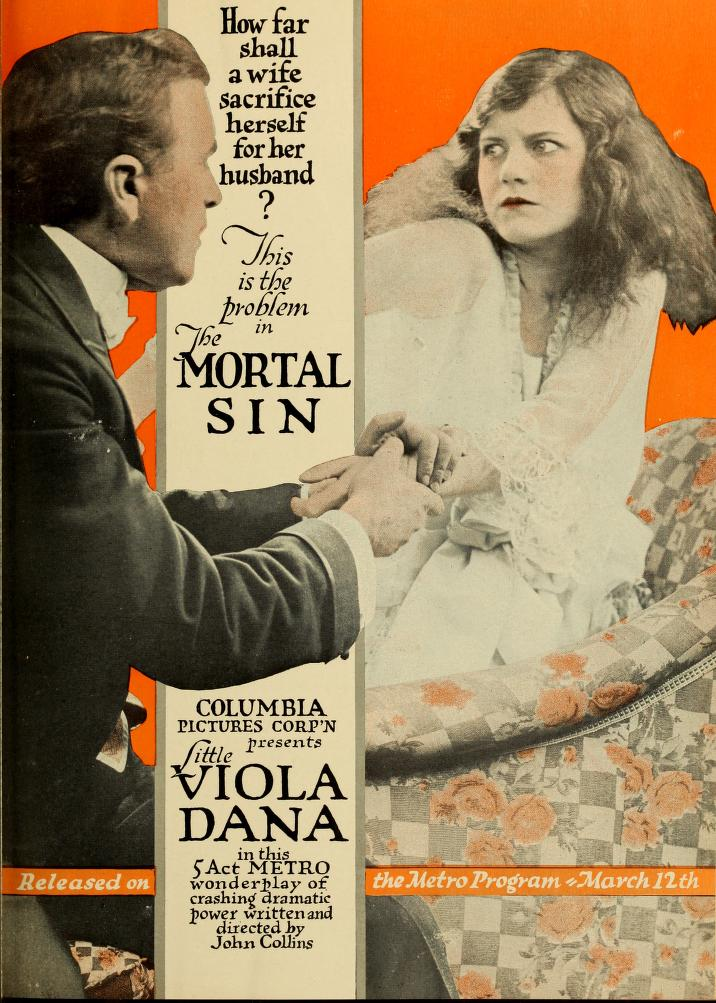
The Mortal Sin (1917)
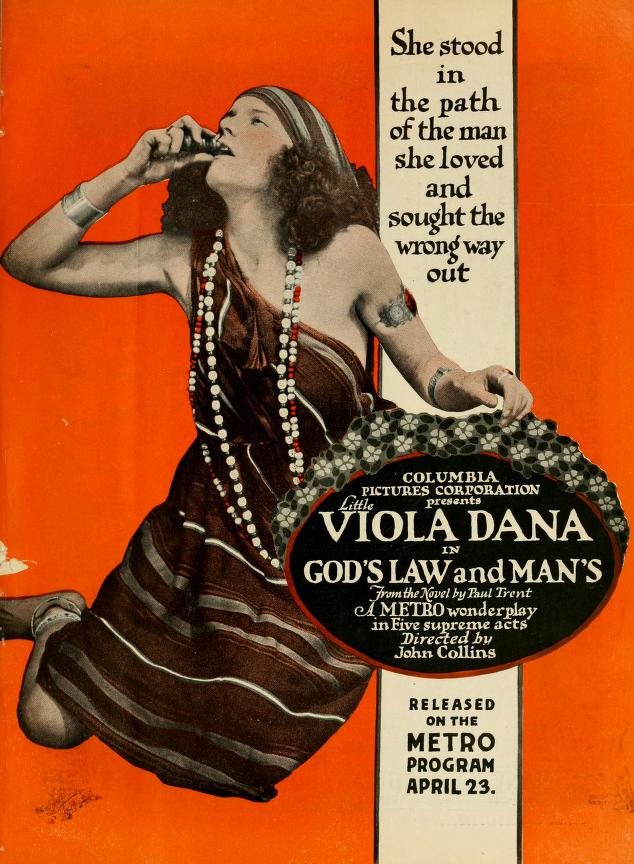
God's Law and Man's (1917)
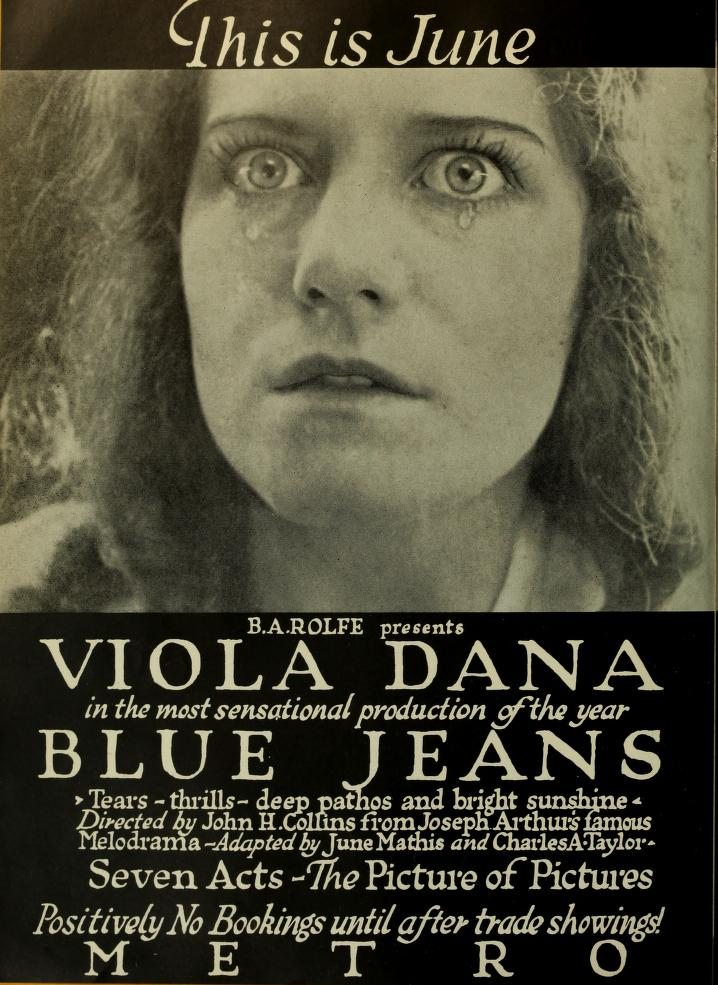
Blue Jeans (1917)
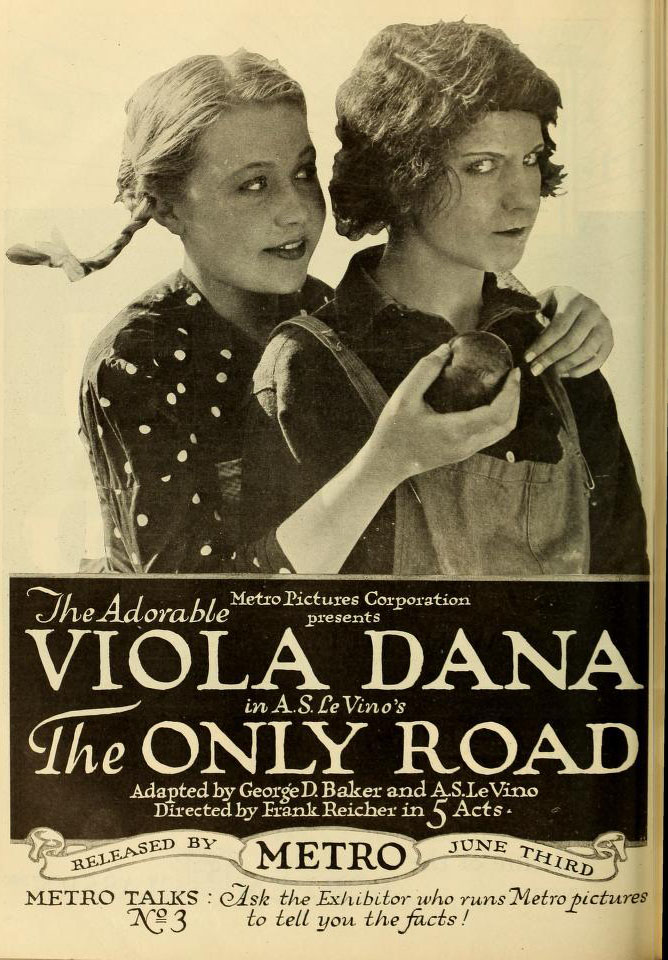
The Only Road (1918)
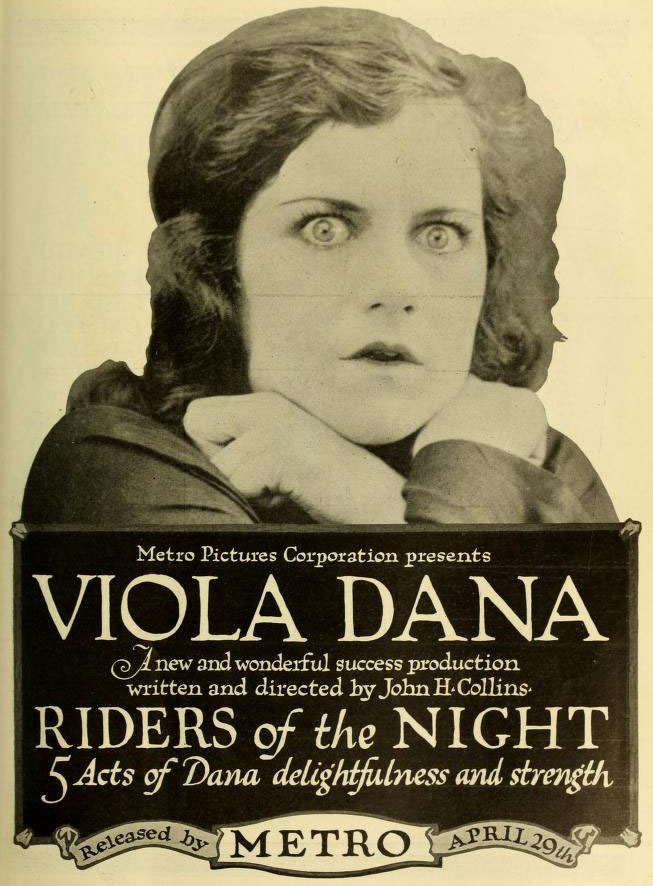
Riders of the Night (1918)
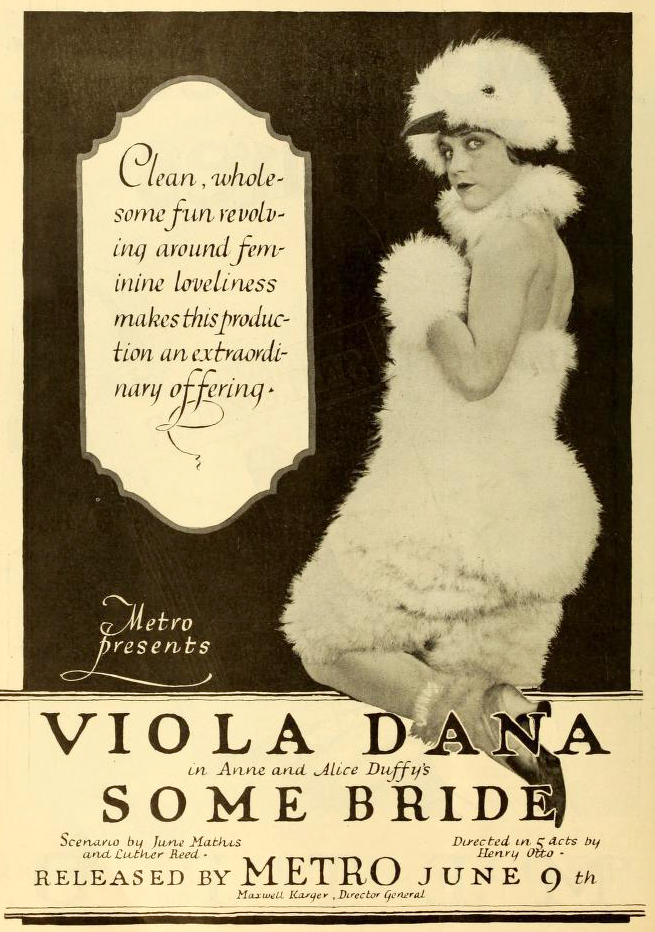
Some Bride (1919)